# Rosette Coryell
Pour les articles homonymes, voir Coryell.
Rosette Coryell, née Rosette Avigdor le 16 avril 1916 à Constantinople et morte le 16 juin 2000 à Paris, est une photographe, traductrice, journaliste militante et féministe d'origine turque ayant principalement travaillé en France.

## Biographie

### Jeunesse et famille
Rosette Avigdor naît à Istanbul en 1916, fille de Mison Avigdor et de Fani Bassan, et passe son enfance dans les quartiers bourgeois de la ville.
Elle étudie à la faculté des lettres de l'université d'Ankara, où elle se lie d'amitié avec une autre étudiante, Nilűfer Mizanoğlu Reddy. Parmi leurs professeurs figurent le psychologue Muzafer Şerif et les sociologues Behice Boran et Niyazi Berkes (en). Dans les années 1930, Rosette Avigdor apprend le français à Paris où elle est venue étudier.
Émigrée à New York, elle rencontre le journaliste américain Schofield Coryell qu'elle épouse, puis s'établit avec lui à Paris après que les autorités américaines ont refusé le renouvellement de son visa en raison de son activisme jugé subversif.
Schofield Coryell devient en 1953 correspondant à Paris du Guardian, un hebdomadaire américain de gauche, puis en 1978 journaliste au Monde diplomatique. Il meurt en 2011 à Paris.

### Traductrice et journaliste engagée
À la fin de la guerre, Rosette Avigdor vit à Ankara où elle travaille pour le British Council et l'agence Anadolu, agence de presse du gouvernement turc. En 1946, sa maîtrise de l'anglais lui vaut d'être embauchée par le photographe Robert Capa, alors en reportage en Turquie, qui lui dicte le texte de son prochain livre, Slightly Out of Focus, à paraître chez Holt. Leur collaboration débouche sur une réelle amitié, au point que Capa suggère que Rosette Avigdor, qui souhaite émigrer à New York pour étudier à l'université Columbia, aille habiter avec sa mère, Julia. Cette dernière, sur le point de se retrouver seule tandis que son fils cadet Cornell Capa part travailler au Texas pour le magazine Life, accepte la proposition. Arrivée en mars 1947,, Rosette Avigdor devient la « sœur turque » de Capa.
À Columbia, elle obtient un doctorat en psychologie sociale. Ayant perfectionné son anglais durant ses études, elle réalise sa première traduction au début des années 1950 avec son amie Nilűfer Mizanoğlu Reddy, elle aussi étudiante à Columbia : sous le pseudonyme commun Ali Yunuz, les deux jeunes femmes traduisent en anglais les poèmes du poète turc Nâzım Hikmet, emprisonné à Ankara depuis 1939 pour ses activités politiques communistes.
D'abord chercheuse en psychologie sociale, Rosette Avigdor publie dans la revue Cahiers internationaux de sociologie une étude sur la genèse des stéréotypes. Devenue Rosette Coryell après son mariage et installée à Paris, elle s'engage, tout comme son mari, dans de nombreuses causes : mouvements antiracistes et anti-impérialistes, féminisme. Dans les années 1960, en pleine guerre du Viêt Nam, le couple fréquente l'American Center établi boulevard Raspail, centre culturel mais aussi lieu de militantisme anti-guerre. Surveillés par les agents de renseignements des services secrets français, les Coryell sont expulsés un temps de France, en 1968.
Rosette Coryell travaille au début des années 1970 comme journaliste correspondante pour le Liberation News Service (en), une agence de presse clandestine et anti-guerre de la Nouvelle gauche, qui distribue des bulletins d'information et des photographies à des centaines de journaux clandestins ou issus de la contre-culture. Elle traduit par ailleurs de nombreux textes de l'américain ou l'anglais vers le français : essais, dont en 1959 les deux tomes de la Psychologie sociale du psychologue canadien Otto Klineberg, ou en 1972 La Place des femmes dans un monde d'hommes de la romancière et critique américaine Elizabeth Janeway, traduit en collaboration avec Yvette Roudy ; articles, notamment publiés dans Questions féministes — fondée par un groupe de féministes parmi lesquelles Simone de Beauvoir — puis dans Nouvelles Questions féministes.
En 1993, Rosette Coryell devient, aux côtés de son mari et de Pierre Kaldor notamment, membre du bureau de l'Association pour le réexamen de l'affaire Rosenberg, émanation du Mrap présidée par Albert Lévy.

### Photographe
En parallèle de ses activités d'écriture, Rosette Coryell pratique la photographie, avec peu de moyens et une technique sommaire, au hasard de ses déambulations à Paris ou Istanbul. Elle suit de nombreuses manifestations, dont celles du Mouvement de libération des femmes. Elle photographie des gens ordinaires, riches ou pauvres, puissants ou non, et des personnalités — féministes, lesbiennes, antiracistes — militant pour des combats qui lui sont chers, comme la femme politique vietnamienne Nguyễn Thị Bình ou la militante américaine Angela Davis. Rosette Coryell fait un temps partie du Mauvais Œil, groupe éphémère de femmes photographes.
À partir de 1974 (et jusqu'en 1981), ses photographies paraissent dans les bulletins du Liberation News Service (en). D'autres publications contestataires les utilisent, en France (Questions féministes, Masques, revue des homosexualités), en Turquie, ainsi qu'aux États-Unis (New Women's Times, WomaNews, Guardian) où elles illustrent des articles concernant les questions féministes en France. Plus tard, certains de ses clichés sont reproduits dans des essais d'histoire, comme Mémoires de 68 en 1993 ou le Dictionnaire des féministes. France XVIIIe – XXIe siècle, dirigé par Christine Bard et Sylvie Chaperon en 2001.
Dans la lignée de Catherine Deudon, Rosette Coryell fait partie, avec Béatrice Lagarde ou Dominique Doan, des photographes féministes dont le travail a jalonné et documenté le mouvement féministe. Bien qu'elle ait fréquenté le Centre audiovisuel Simone-de-Beauvoir, ses images n'y ont jamais été exposées.

### Postérité
Rosette Coryell meurt d'un cancer à Paris le 16 juin 2000, à l'âge de 84 ans,.
Un hommage lui est rendu le 4 juillet 2000 par l'Association pour le réexamen de l'affaire Rosenberg, le Collectif national unitaire « Sauvons Mumia », le Comité de soutien international à Mumia Abu-Jamal, les anciens du Mouvement des Jeunes Turcs progressistes et le Mrap.
L'année suivante, une exposition de son œuvre photographique est organisée à la bibliothèque Marguerite-Durand, puis au siège du Mrap.

## Publications
(liste non exhaustive)

### Articles
- Rosette Avigdor, « Étude expérimentale de la genèse des stéréotypes », Cahiers internationaux de sociologie, vol. 14,‎ 1953, p. 154‑168 (lire en ligne)
- Articles parus dans les bulletins du Liberation News Service (en), 1973-1974 [lire en ligne] sur Internet Archive
- Rosette [Coryell], « French confection », Histoires d'Elles, no 22,‎ 1980, p. 4 (lire en ligne)
- (en) Rosette Coryell, « Simone de Beauvoir », The Radical Teacher, no 32,‎ 1987, p. 9 (lire en ligne )

### Traductions

#### Articles
- Heidi Hartmann (trad. Rosette Coryell), « Capitalisme, patriarcat et ségrégation professionnelle des sexes », Questions féministes, no 4 « Fait féminin et fait raton »,‎ novembre 1978, p. 13-38 (lire en ligne )
- Jalna Hanmer et Pat Allen (trad. Rosette Coryell), « La science de la reproduction – solution finale ? », Questions féministes, no 5 « Fait féminin et fait raton »,‎ février 1979, p. 29-51 (lire en ligne )
- Roberta Victor (trad. Rosette Coryell), « Prostitution : un témoignage », Questions féministes, no 8,‎ mai 1980, p. 3-14 (lire en ligne )
- Sheila Rowbotham. (trad. Rosette Coryell), « Mouvement des femmes et luttes pour le socialisme », Nouvelles Questions féministes, no 2 « Féminisme : quelles politiques ? »,‎ octobre 1981, p. 9-33 (lire en ligne )
- Scott Atran (trad. Rosette Coryell), « L’âme rationnelle », Le Genre humain, Éditions Le Seuil, nos 3-4,‎ 1982, p. 169-182 (ISSN 0293-0277, lire en ligne)
- Felicity Edholm, Olivia Harris et Kate Young (trad. Rosette Coryell), « Conceptualisation des femmes », Nouvelles Questions féministes, no 3 « Les femmes dans les sciences de l'homme »,‎ avril 1982, p. 36-69 (lire en ligne )
- Ti-Grace Atkinson (trad. Rosette Coryell), « Le nationalisme féminin », Nouvelles Questions féministes, nos 6/7 « Les femmes et l’État »,‎ printemps 1984, p. 35-54 (lire en ligne )
- Jalna Hanmer et Diana Leonard (trad. Rosette Coryell), « Le DHSS et la recherche sur la violence conjugale », Nouvelles Questions féministes, nos 6/7 « Les femmes et l’État »,‎ printemps 1984, p. 177-198 (lire en ligne )
- Asha Ramesh et H. P. Philomena (trad. Rosette Coryell), « La question des Devadasis », Nouvelles Questions féministes, no 8 « Féminisme international : Réseau contre l'esclavage sexuel »,‎ hiver 1984, p. 97-103 (lire en ligne )
- Ximena Bunster (trad. Rosette Coryell), « La torture des prisonnières politiques », Nouvelles Questions féministes, no 8 « Féminisme international : Réseau contre l'esclavage sexuel »,‎ hiver 1984, p. 111-120 (lire en ligne )
- Joseph S. Alper (trad. Rosette Coryell), « Différences d'asymétrie du cerveau entre les sexes : analyse critique », Nouvelles Questions féministes, no 13 « Le sexe du cerveau »,‎ printemps 1986, p. 5-35 (lire en ligne )
- Sonia Kruks (trad. Rosette Coryell), « Genre et subjectivité : Simone de Beauvoir et le féminisme contemporaine », Nouvelles Questions féministes, vol. 14, no 1,‎ printemps 1986, p. 3-28 (lire en ligne )

#### Ouvrages
- (en) Nâzim Hikmet (trad. Ali Yunuz (pseudonyme de Nilufer Mizanoglu Reddy et Rosette Avigdor Coryell)), Poems, New York, Masses & Mainstream Inc., 1954

- Otto Klineberg (trad. Rosette Avigdor-Coryell), Psychologie sociale, tomes 1 et 2, Paris, Presses universitaires de France, 1957-1959, 653 p.

- Roger Simon (trad. Rosette Coryell), Les Marionnettes, Paris, Seuil, 1971
- Stanley Hoffmann (trad. Rosette Coryell et Pierre Rocheron), Gulliver empêtré, essai sur la politique étrangère des États-Unis, Paris, Seuil, 1971
- Elizabeth Janeway (trad. Yvette Roudy et Rosette Coryell), La Place des femmes dans un monde d'homme, Paris, Denoël Gonthier, 1972
- Raymonda Hawa-Tawil (trad. Rosette Coryell), Mon pays, ma prison, une femme de Palestine, Paris, Seuil, coll. « Traversée du siècle », 1979, 257 p.
- Norman Cousins (trad. Rosette Coryell, préf. René Dubos), La Volonté de guérir, Paris, Seuil, Opera mundi, 1980
- Svenska arbetsgivareföreningen (SAF, Confédération des employeurs suédois) (trad. Rosette Coryell), Des usines différentes : pour une nouvelle théorie des systèmes de production ; [rédigé par] Stephan Agurén, Jan Edgren, Montrouge, Agence nationale pour l'amélioration des conditions de travail, coll. « Études et recherches », 1981
- Gitta Sereny (trad. Rosette Coryell), Meurtrière à onze ans : le cas de Mary Bell, Paris, Denoël, 1983

- Norman Cousins (trad. Rosette Coryell Schofield), Comment je me suis soigné par le rire [« La Volonté de guérir (réédition) »], Payot & Rivages, coll. « Petite bibliothèque Payot » (no 462), 2003

## Photographies

### Collections
- 46 photographies positives, noir et blanc, 1965-1981, bibliothèque Marguerite-Durand, Paris[28]
- 2 photographies noir et blanc, 1974, Bobines féministes[29]

### Reproductions
(liste non exhaustive)
- Photographies parues dans les bulletins du Liberation News Service (en), 1974-1981 [lire en ligne] sur Internet Archive

- Mémoires de 68 et Bibliothèque de documentation internationale contemporaine, Mémoires de 68 : guide des sources d'une histoire à faire, Paris, Verdier, 1993 (lire en ligne)
- Christine Bard (dir.) et Sylvie Chaperon (dir.), Dictionnaire des féministes. France XVIIIe – XXIe siècle, Paris, Presses universitaires de France, 2017, 1700 p. (lire en ligne)

## Exposition
- 2001 : exposition de photographies, Paris, bibliothèque Marguerite-Durand (janvier-février)[19], puis siège du Mouvement contre le racisme et pour l'amitié entre les peuples (mars)[27]

## Sources
- Catherine Deudon (photogr. Catherine Deudon), « Rosette photographe dans une armoire [avec un portrait de Rosette Coryell] », Nouvelles Questions féministes, vol. 20, no 4 « Le naturalisme depuis Beauvoir »,‎ 1999, p. 2-3 (lire en ligne )
- Schofield Corryell [sic], « Rosette Corryell [sic] : la photographe au service de la paix et de la justice », Nouvelles Questions féministes, vol. 20, no 4 « Le naturalisme depuis Beauvoir »,‎ 1999, p. 4 (lire en ligne )
- « Liste des photos féministes de Rosette Corryel [sic] (Marguerite Durand, janvier 2001) », Nouvelles Questions féministes, vol. 20, no 4 « Le naturalisme depuis Beauvoir »,‎ 1999, p. 4 (lire en ligne )
- Hommage à Rosette Coryell. 2000-2001, Fonds de l'Association pour le réexamen de l'affaire Rosenberg, Archives nationales (cote 111 AS 16)